# 天野寛子
天野 寛子（あまの ひろこ、1940年(昭和15年) - ）は、日本の家政学者、刺繡作者、昭和女子大学名誉教授。家族福祉・生活文化研究所代表。

## 来歴
三重県出身。1963年昭和女子大学生活科学科卒業、助手、講師、助教授、教授、2009年退職、名誉教授。2001年の『戦後日本の女性農業者の地位　男女平等の生活文化の創造へ』で日本生活学会今和次郎賞、山川菊栄賞受賞。

## 著書
- 『親子で家庭をどう育てるか』汐文社、1984
- 『お母さん、これ買って! あふれるモノのなかでの子育て』汐文社、1988
- 『自立していく息子へ 母からの22通の手紙』はるか書房、1993
- 『モデルなき家庭の時代 生きる力を育む生活文化へ』はるか書房、1997
- 『戦後日本の女性農業者の地位 男女平等の生活文化の創造へ』ドメス出版、2001
- 『繋ぐ 天野寛子フリー刺繡画集』ドメス出版、2010
- 『障害者の夢に夢を重ねて 竹ノ内睦子藍工房を主宰して30年』ドメス出版、2012
- 『繋ぐ 天野寛子フリー刺繡画集 2 (東日本大震災)』ドメス出版、2013

### 共編著
- 『生活時間と生活様式』伊藤セツ共編著 光生館、1989
- 『生活時間と生活文化』森ます美、天野晴子、伊藤セツ共著 光生館、1994
- 『生活時間と生活意識 東京・ソウルのサラリーマン夫妻の調査から』伊藤セツ、李基栄共編著 光生館、2001
- 『生活時間と生活福祉』伊藤セツ、天野晴子、水野谷武志共編著 光生館、2005
- 『男女共同参画時代の女性農業者と家族』粕谷美砂子共著 ドメス出版、2008

## 参考
- [ISBN　978-4-8107-0794-6]